# Karel Dobrý
Karel Dobrý (ur. 2 maja 1969 w Karlowych Warach) – czeski aktor teatralny, filmowy i telewizyjny.

## Filmografia
- 1996: Mission: Impossible jako Matthias
- 1998: Dziewczyna marzeń jako Leo
- 1999: Plunkett i Macleane jako młody mężczyzna
- 2000: Diuna jako dr Pardot Kynes / Liet
- 2000: Źródło życia jako Odillo
- 2001: Obłędny rycerz jako Herold flandryjski
- 2002: Doktor Żywago jako Majakowski
- 2008: Bathory jako  Dowódca królewskiej straży
- 2009: Janosik. Prawdziwa historia jako Pławczyk
- 2009: Sozercanie jako Cihák
- 2011: Pod znakiem konia
- 2011: Faust jako żołnierz
- 2012: W cieniu  jako człowiek z radia